# Love Before Breakfast
Love Before Breakfast é um filme estadunidense de 1936, do gênero comédia romântica no estilo Screwball, dirigido por Walter Lang para a Universal Pictures.

## Elenco
- Carole Lombard … Kay Colby
- Preston Foster … Scott Miller
- Cesar Romero … Bill Wadsworth
- Janet Beecher … Madame Colby
- Betty Lawford … Condessa Jane Campanella

## Sinopse
Kay Colby é uma socialite de Nova Iorque, noiva do ambicioso Bill que trabalha em uma companhia de petróleo. Scott é o milionário proprietário da petrolífera, apaixonado por Kay, e que manda investigar Bill. Descobre que o homem engana Kay com outras mulheres, então o envia para uma subsidiária no Japão para tirá-lo do caminho. No mesmo navio ele manda a Condessa Jane, namorada inconveniente de quem também quer se livrar, convencendo-a a tirar férias no Havaí. Com o caminho livre, ele passa a assediar Kay, com o apoio da mãe dela, mas irrita a moça contando sobre sua armação para o novo cargo de Bill e assim não consegue nada. Mas como Bill não responde às cartas de Kay, ela acaba por ceder e aceita namorar com Scott, mas deixa-lhe claro ser por interesse na fortuna dele. Scott, a princípio aceita essa situação mas depois chama Bill de volta para que a moça decida com quem de fato quer se casar.